# Die linke Hand der Dunkelheit
Die linke Hand der Dunkelheit (Originaltitel The Left Hand of Darkness, in Deutschland ursprünglich unter dem Titel Winterplanet veröffentlicht) ist ein 1969 erschienener, zum Hainish-Zyklus gehörender Science-Fiction-Roman der Autorin Ursula K. Le Guin in der deutschen Übersetzung von Gisela Stege bzw. in einer 2023 erschienenen Neuübersetzung durch Karen Nölle. Er gilt als einer der ersten Romane der feministischen Science Fiction und ist sicherlich die bekannteste Behandlung der Androgynie innerhalb des Genres.
1970 erhielt der Roman sowohl den Hugo als auch den Nebula Award als bester Roman des Jahres. 1987 wurde er von den Lesern des Magazins Locus zum zweitbesten Science Fiction & Fantasy Roman (nach Dune von Frank Herbert) gewählt.
Im Vorwort nennt Le Guin den Roman (und einen Großteil der Science Fiction) ein „Gedankenexperiment“, das in diesem Fall eine Gesellschaft erforscht, die keine konstante sexuelle Unterteilung in Männer und Frauen kennt und daher ohne festgelegte Geschlechterrollen auskommt. Zudem soll der Roman eine weniger offensichtliche Wahrheit über die Menschheit ausdrücken: ihr, aus einem bestimmten Winkel betrachtet, androgynes Wesen.
Le Guin hat noch weitere in der Welt dieser Geschichte spielende Erzählungen geschrieben, darunter Winter's King (1969), laut der Autorin die literarische „Geburtsstunde“ der Welt namens Winter.

## Handlung
Die Ökumene, ein Weltenkollektiv, hat den männlichen Terraner Genly Ai als Abgesandten zum Planeten Winter (in der Sprache der Bewohner „Gethen“) geschickt; er soll die Bewohner dazu bewegen, Teil des Kollektivs zu werden. Auf Winter herrscht beständig ein harsches, kaltes Klima. Die Bewohner sind „ambisexuell“; die meiste Zeit sind sie asexuell, doch einmal im Monat nehmen sie, während einer „Kemmer“ genannten Zeit, männliche oder weibliche Eigenschaften an und werden sexuell aktiv.
Genly landet im Königreich Karhide; sein Auftrag verläuft zuerst nicht besonders erfolgreich. Er hat das Gefühl, hingehalten zu werden, und obwohl der Premierminister des Königreichs, Estraven, schließlich von seiner Sache überzeugt zu sein scheint, plagen Genly Zweifel. Estraven erscheint ihm undurchsichtig, ausweichend. Er kann ihn nicht begreifen. Am Tag der ersten Audienz beim König erfährt Genly, dass Estraven des Verrats beschuldigt wurde und in das Nachbarland Orgoreyn geflohen ist. Der König lehnt die Mitgliedschaft in der Ökumene ab. Genly beschließt, nach Orgoreyn zu reisen.
Während die Bewohner Karhides ihre Leben am Shifgrethor, formalen Verhaltensregeln und Traditionen, ausrichten, stehen bei den Bewohnern Orgoreyns Technik und Logik im Vordergrund. Hier verläuft die Kommunikation direkter; die Herrscher der Orgota scheinen seinem Vorschlag positiv gegenüber zu stehen. Doch Estraven, dem Genly hier erneut begegnet ist, warnt ihn vor den Landesherrschern. Genly ignoriert die Warnung ebenso wie sein Bauchgefühl. In derselben Nacht wird er in ein Arbeitslager im fernen Norden geschickt, wo er sein Leben beenden soll.
Doch obwohl Genly Estraven keinerlei Vertrauen entgegenbringt, ist es ausgerechnet er, der ihn zu retten versucht. Er verhilft ihm zur Flucht aus dem Arbeitslager. Gemeinsam unternehmen sie die sehr gefährliche, noch nie zuvor versuchte Reise über das Gobrin-Eisfeld zurück nach Karhide, wo Estraven sich für die Mitgliedschaft in der Ökumene einsetzen möchte. Durch die gemeinsame Erfahrung beginnen die beiden, einander zu trauen und ihre Unterschiede zu respektieren. Während der Kemmer wird Estraven weiblich. Genly, der Estraven eher für männlich hielt, ignoriert die Episode.
Als sie Karhide erreichen, wird Estraven von den dortigen Grenzposten getötet. Genly wird klar, dass er einen echten Freund verloren hat und er, der einzige „Alien“ auf Gethen, erkennt, dass sein Freund Estraven, der einzige Bewohners Gethens, der ihm immer absolut vertraute, sein Leben dem Wohl der Vielen opferte. Durch die politischen Nachwirkungen von Estravens Tod treten zuerst Karhide, dann Orgoreyn, und schließlich die restlichen Regionen des Planeten der Ökumene bei.

## Stil
Die Geschichte wird über Genlys Berichte, aufbewahrt in den „Archiven Hains“, erzählt. Dabei wandelt sich Genlys Stil vom distanzierten Beobachter zu einem beteiligten Berichterstatter, der auch seine eigene Geschichte erzählt und eigene Fehler und falsche Vorstellungen reflektiert. Entsprechend wird der Text auch als Bildungsroman angesehen. Einige Kapitel werden aus Estravens Sicht erzählt, andere geben (Schöpfungs)Mythen der Bevölkerung Gethens wieder.
Der Titel des Romans bezieht sich auf ein Gedicht, das Estraven für Genly während ihrer mehr als 80-tägigen Durchquerung der Gobrin-Eiswüste zitiert und das ihm sein immer noch sehr nahestehender, verstorbener Bruder Arek in dessen letztem Brief vor seinem Tod schickte:
Light is the left hand of darkness
and darkness the right hand of light.
Two are one, life and death, lying
together like lovers in kemmer,
like hands joined together,
like the end and the way. (Kapitel 16)

Es beschreibt metaphorisch die enge Beziehung zwischen zwei Personen – zwischen den Brüdern Arek und Estraven, aber auch die in der Eiswüste existenziell notwendige unbedingte Freundschaft und Verlässlichkeit zwischen den beiden Protagonisten Genly und Estraven – mit einem speziellen Oberton, da sich Estraven zu diesem Zeitpunkt in Kemmer befindet. Tage später (Kapitel 19) kommt Genly auf dieses Gedicht zurück und erwähnt Estraven gegenüber das irdische Symbol von Yin und Yang: „Licht und Dunkelheit. Angst, Mut. Kälte, Wärme. Weibliches, Männliches. Das bist du, Therem [Genly verwendet hier den ganz persönlichen Namen von Estraven]. Beides und eins. Ein Schatten auf Schnee.“

## Hintergrund
Le Guin hat ihr Werk geschrieben, um für sich selbst zu verstehen und zu definieren, was Sexualität und Geschlecht für sie und die Gesellschaft bedeuten. Hierfür griff sie auf das ihr vertraute Medium des Romans und der Science-Fiction zurück. Dafür nutzte sie das Prinzip eines Gedankenexperimentes, wie es oft Physiker tun. Es gibt eine Frage, eine These und ein Experiment, allerdings wird dieses nur im Kopf ausgeführt. Ihre Frage in diesem Fall lautete: Gibt es einen Unterschied zwischen Mann und Frau außer den offensichtlichen physischen Merkmalen? Ihr Weg zur Beantwortung dieser Frage war, festzustellen, was bei Männern und Frauen gleich ist, denn alles, was nicht gleich ist, müsste im Umkehrschluss unterschiedlich sein. Obwohl sich Le Guin im Klaren war, dass ihre Ergebnisse dieses Gedankenexperiments nicht wissenschaftlich sind und andere Personen zu unterschiedlichen Ergebnissen kommen würden, zog sie drei Schlussfolgerungen. Diese betrafen die Themen Aggression, Ausbeutung natürlicher Ressourcen und Dominanz der Sexualität. Was die Aggression anging, gab es weiterhin Streitigkeiten und Auseinandersetzungen, auch ein Krieg war gegen Ende der Geschichte denkbar. Allerdings stellte die Autorin auch fest, dass die natürlichen Ressourcen nicht ausgebeutet wurden, was sie auf ein Gleichgewicht zwischen dem männlichen Nachvornestürmen und der weiblichen Geduld zurückführte. Im Hinblick auf die Sexualität erkannte sie, dass diese keinen allgegenwärtigen Faktor in der Gesellschaft darstellt, sondern ausschließlich in der begrenzten Zeit des „Kemmer“ eine Rolle spielt, dann allerdings war der Einfluss auf das Leben allumfassend.

## Geschlechterkritik
Die Bewohner des Planeten „Winter“, auf welchem die Handlung stattfindet, sind die Gethianer. Sie sind während 80 Prozent ihres Erwachsenenlebens geschlechtslos. Die übrigen 20 Prozent der Zeit, die „Kemmer“ genannt wird, nehmen die Gethianer ein zufälliges, unvorhersehbares Geschlecht an. Die Kemmer findet in Monatszyklen statt. Weil die Bewohner weder dem männlichen noch dem weiblichen Geschlecht dauerhaft zugeordnet sind, ist dies eine frühe Porträtierung der Genderfluidität. Eine genderfluide Person ist, wie in dem Roman beschrieben, eine Person, deren Geschlecht nicht-binär ist und deren Identifizierung in Korrelation zu der Situation und den Zeiträumen steht.

## Beziehungskritik
Le Guin greift in diesem Roman nicht nur die Genderfluidität auf, sondern thematisiert auch den Charakter zwischenmenschlicher Beziehungen. Hierbei fordert sie die Amatonormativität heraus. Amatonormativität ist die gesellschaftliche Erwartung einer romantischen, heterosexuellen und sexuellen Liebe, welche möglichst zu einer Heirat führen solle. Der Hauptcharakter Genly Ai muss viele Hürden meistern und Missverständnisse in Form kultureller und sprachlicher Barrieren umgehen, um Beziehungen führen zu können, die auf Vertrauen, Akzeptanz und Liebe aufgebaut sind. Des Weiteren kämpft Ai mit seinem eigenen Sexismus, seiner Frauenfeindlichkeit und seiner Homophobie. Aufgrund dieser Vorurteile schwebt Ai in höchster Lebensgefahr. Nachdem er von der Figur Estraven gerettet wurde, lässt er sich auf eine zwischenmenschliche Beziehung ein. Sie gehen weiter, als die amatonormativitären Vorurteile es diktieren, und verzichten auf eine sexuelle Beziehung trotz einer darauf deutenden Spannung. Dies kann man in dem folgenden Abschnitt erkennen, welcher ein übersetztes Zitat aus dem Werk ist:
„Denn es schien mir, und ich glaube auch ihm, dass aus der sexuellen Spannung zwischen uns, die jetzt zwar zugegeben und verstanden, aber nicht gemildert wurde, die große und plötzliche Gewissheit der Freundschaft zwischen uns erwuchs: eine Freundschaft, die wir beide in unserem Exil so sehr brauchten und die sich in den Tagen und Nächten unserer bitteren Reise bereits so gut bewährt hatte, dass man sie jetzt ebenso gut Liebe nennen könnte wie später.“

## Reaktionen
Trotz des klar feministischen Ansatzes musste sich Le Guin Kritik aus Reihen der Feministen stellen, denn sie verwendete das generische Maskulinum, um die Gethianer in der Phase der Geschlechtslosigkeit zu beschreiben. Sie räumte ein, sich nicht genug Gedanken über das Problem der Pronomen beim Schreiben gemacht zu haben, und entschuldigte sich dafür in ihrem Aufsatz von 1976 mit dem Titel „Is Gender really necessary?“
Algis Budrys nannte den Text „das Werk einer hervorragenden Schriftstellerin, eine mitreißende Geschichte über Risiken und Ambitionen, in der die Liebe und andere menschliche Eigenschaften in einem neuen Zusammenhang dargestellt werden“.